# Ogyris orontas
Ogyris orontas är en fjärilsart som beskrevs av William Chapman Hewitson 1862. Ogyris orontas ingår i släktet Ogyris och familjen juvelvingar. Inga underarter finns listade i Catalogue of Life.